# Віллі Кампе
Віллі Кампе (нім. Willi Kampe; 15 березня 1888, Гофгайсмар, Німецька імперія — 8 березня 1918, Зоннебеке, Бельгія) — німецький льотчик-ас, заступник офіцера Прусської армії.

## Біографія
З 1908 по 1910 рік служив у 4-му гвардійському гренадерському полку, а коли почалася Перша світова війна, вступив до 5-го гвардійського полку. Перейшов в авіацію в 1915 році, літав спочатку у складі 35-го льотного дивізіону, потім недовгий час у 8-й винищувальній ескадрильї і, нарешті, 15 лютого 1917 року був переведений в 27-му винищувальну ескадрилью. Нагороджений Залізним хрестом 1-го та 2-го класів. Віллі Кампе загинув у бою 8 березня 1918 р. о 12:08 (за німецьким часом), на північний захід від Гелювелта.
Всього за час бойових дій здобув 8 повітряних перемог.

## Нагороди
- Залізний хрест 2-го і 1-го класу
- Нагрудний знак військового пілота (Пруссія)